# Lav (symbiotisk organisme)
 For alternative betydninger, se Lav. (Se også artikler, som begynder med Lav)
En lav (eller lichen; staves også liken) er en sammensat organisme bestående af en eller flere fotosyntetiserende livsformer, der lever sammen med en eller flere slags svampe i et gensidigt afhængighedsforhold (symbiose), som også kan involvere ikke-fotosyntetiserende bakterier.
Almindelige navne for lav indeholder ofte ordet mos, eksempelvis "rensdyrmos" og "islandsk mos". Lav kan da også overfladisk ligne og vokse samme steder som mosser, uden dog at være relaterede til mosser eller frøplanter.:3 Laver har ikke rødder til at optage vand og mineraler, sådan som frøplanter har det.:2 De producerer ligesom planter deres egen organiske næring ved hjælp af fotosyntese. Når de vokser på planter, lever de ikke som parasitter, men bruger i stedet plantens overflade som et underlag.

## Organismer der kan indgå i en lav
Organismerne, der indgår i en lav, inddeles i den fotosyntetiserende del (fotobionten) og svampedelen (mycobionten). Tilsammen danner de en symbiotisk organisme med nye egenskaber, hvor alle parter har udbytte af hinanden.
Fotobionten reducerer CO2 til sukker til alle organismernes fordel. Både fotobionten og mycobionten får vand og næringsrige mineraler fra regn, tåge og støv. Mycobionten beskytter fotobionten ved at holde på vandet og fungerer som et større område for optagelse af mineraler og vand end fotobionten selv. Nogle lavsvampe henter næringssalte fra underlaget.
Fotobionten kan bestå af grønalger eller cyanobakterier, men der findes også laver, hvori begge grupper indgår. I sjældne tilfælde kan fotobionten være en brunalge. Svampedelen danner hyfer, som fotobionten opholder sig imellem. Mycobionten behøver ikke kun at bestå af en enkelt svamp, da encellede gærsvampe kan også være til stede mellem hyferne.
Ud over fotobionten og mycobionten indgår bakterier i lavens opbygning og danner et mikrobiom, der kan bestå af bakterier fra mindst fem forskellige ordener (Sphingomonadales, Rhodospirillales, Myxococcales, Chthoniobacterales og Sphingobacteriales). Bakterierne indgår også i symbiosen eftersom de eksempelvis kan levere vitaminer og cofaktorer, som svampedelen behøver for at nedbryde de fenoler, den lever af.

## Laver som et miniatureøkosystem
Da flere helt forskellige organismer kan være med til at danne en lav, defineres laver som ’’komplekse økosystemer’’ En lav kan således opfattes som værende sit eget selvstændige miniatureøkosystem, hvor svampe, alger eller cyanobakterier har potentialet til at engagere sig sammen med andre mikroorganismer i et system, der kan udvikle sig til en endnu mere kompleks sammensat organisme.

## Lavers livsformer
Organismerne, der indgår i en lav, kan leve i naturen eller dyrkes hver for sig. Den lav, de tilsammen danner, har egenskaber, som er forskellige fra de organismer, der indgår i den. Lavens udtryk (fænotype) afhænger meget af svampen, der indgår i laven. Af den grund beskrives udseendet af en lav som den symbiotiske fænotype af den svamp, der indgår i laven.
Laver danner et løv, et såkaldt thallus, der kan have mange farver, størrelser og forskellige former. Selv om de kan være plantelignende, er laver ikke planter. De kan have små, bladløse grene (busklaver; frutikose lichener) eller have flade bladlignende strukturer (bladlaver; foliose lichener). Andre er skorpelignende og klæber tæt til en overflade (substratet) som et tykt lag maling (skorpelaver; crustose lichener). Jordboende laver er typisk busklaver eller bladlaver, mens laver, der vokser på hårde overflader, ofte er skorpelaver. Epifytiske laver har ofte brede, flade løv. En makrolav er en lav, der enten er busklignende eller bladagtig. Alle andre laver kaldes mikrolaver. Her henviser "makro" og "mikro" ikke til størrelsen, men til vækstformen. .

## Lavers voksesteder
Det anslås, at 6-8 % af Jordens landoverflade er dækket af laver. Laver har ingen rødder og behøver i modsætning til planter ikke en fast vandtilførsel. Dette gør laver i stand til at indtage voksesteder, som er utilgængelige for andre organismer med fotosyntese, fx steder helt uden jord. I princippet kan laver vokse på næsten enhver overflade, også uorganiske strukturer som sten, nøgne klipper, gold jord, sand og blottede jordoverflader. Også nede i jorden kan de vokse som en del af biologiske jordskorper. Menneskefremstillede strukturer som vægge, tage, gravsten og monumenter fungerer også som voksested for laver. Det samme gør organiske overflader af gummi, knogler, blade, mosser eller andre laver.  Laver ses også siddende fasthæftet til grene og stammer på træer i regnskove og i tempererede skove, hvor de gror på andre planter (epifytter), uden at laver af den grund er snyltere. Forskellige slags laver har tilpasset sig til at overleve i nogle af de mest ekstreme miljøer på Jorden. Eksempelvis den arktiske tundra, varme tørre ørkener, klippekyster og giftige slaggedynger. Under ekstreme forhold kan laver være enerådende i vegetationen, fx under højalpine og højarktiske forhold. Visse arter af laver kan overleve længere ophold i rummet

 Laver kan være langlivede og er muligvis blandt de former for liv, der kan leve længst.

## Lavers systematik
Der er omkring 20.000 kendte arter af laver. Inddelingen af laver i arter bestemmes af mycobionten, der som regel er en sæksporesvamp (Ascomycota): Det gælder for op mod 98 % af alle laver. Mycobionten kan også være en basidiesvamp (Basidiomycota). Mycobionternes indbyrdes slægtskab kan ikke afgøres ud fra lavens vokseform, der er højst variabel, og således kan svampe i en og samme familie af sæksporesvampe indgå i både busklaver, bladlaver og skorpelaver. Derfor bliver molekylære karakterer i stigende grad brugt til at klassificere laverne.
Medlemmer af følgende svampegrupper kan indgå i laver:

### Ascomycote laver
- Klasse: Arthoniomycetes

Orden: Arthoniales: Den næststørste orden af laver, der mest danner skorpelaver, men også busklaver. Omkring 1.500 arter.
- Klasse: Dothideomycetes

De fleste arter i klassen indgår ikke i laver, men medlemmer fra tre familier gør det: Arthopyreniaceae, Trypetheliaceae og Dacampiaceae.
- Klasse: Eurotiomycetes

Orden: Pyrenulales: En del tropiske svampe fra denne orden indgår i laver.
Orden: Verrucariales: For det meste laver.
- Klasse: Lecanoromycetes

Orden: Lecanorales: Den største orden af laver, fortrinsvis busklaver og bladlaver, med omkring14.000 arter.
Orden: Agyriales
Orden: Pertusariales
Orden: Ostropales
Orden: Baeomycetales
Orden: Teloschistales
Orden: Peltigerales
- Klasse: Lichinomycetes

Orden: Lichinales

### Basidiomycote laver
- Basidiomycote svampe, der indgår i laver, findes spredt omkring i flere ordener, eksempelvis:

Multiclavula er medlem af Cantharellales.
Marchandiomphalina foliacea er medlem af Corticiales.
Dictyonema og Lichenomphalia hører til Agaricales.
Schizophora paradoxa og Resinicium bicolor er fakultativt licheniserede medlemmer af Hymenochaetales.
Nogle laver har mistet evnen til at formere sig seksuelt, men fortsætter med at udvikle sig til nye arter.

## Galleri
- Cryptothecia rubrocincta, en skorpelav fra sæksvampordenen Arthoniales.
- Randfliget kantskivelav (Protoparmeliopsis muralis), en skorpelav fra sæksvampordenen Lecanorales.
- Hede-rensdyrlav (Cladonia portentosa), en busklav fra sæksvampordenen Lecanorales.
- Askegrå rensdyrlav (Cladonia rangifera)
- Stor nyrelav (Nephroma arcticum), en bladlav fra sæksvampordenen Lecanorales.
- Ved-lavkølle (Multiclavula mucida) er en kølleformet lavdannende basidiesvamp
- Lichenomphalia umbellifera (her fotograferet i Polen) er en basidiesvamp, der har et lavagtigt thallus, men et frugtlegeme, der ligner andre ikke-lavdannende basidiesvampe.